# Битви солдата Келлі
«Битви солдата Келлі» — кінофільм режисера Ефрама Потелла та Кайла Ранкіна який вийшов на екрани в 2003 році.

## Зміст
Келлі сімнадцять років, і він захоплений реконструкцією різних історичних битв. Але в реальному житті все дається йому не просто. Його давня подружка закохана в нього, а хлопцеві подобається зовсім інша дівчина, яка не відповідає йому взаємністю. А на додачу ще в школі у нього конфлікт з іншим учнем. І ось, заручившись підтримкою друга, він вирішує розставити все по своїх місцях.

## Ролі
| Актор          | Роль |
| -------------- | ---- |
| Шайа ЛаБаф     | -    |
| Елден Генсон   | -    |
| Емі Смарт      | -    |
| Біллі Кей      | -    |
| Кетлін Квінлен | -    |
| Ширі Епплбі    | -    |
| Вільям Седлер  | -    |
| Рей Вайз       | -    |
| Філіп Карнер   | -    |
| Енсон Маунт    | -    |

## Знімальна група
- Режисер — Ефрам Потелл, Кайл Ранкін
- Сценарист — Еріка Біні
- Продюсер — Джефф Баліс, Кріс Мур, Бен Аффлек
- Композитор — Річард Марвін